# Томастон (Конектикат)
Томастон (енгл. Thomaston) насељено је место без административног статуса у америчкој савезној држави Конектикат.

## Демографија
По попису из 2010. године број становника је 1.910.
| Група             | 2000.    | 2010.         |
| Белци             | 0 (0,0%) | 1.780 (93,2%) |
| Афроамериканци    | 0 (0,0%) | 9 (0,5%)      |
| Азијати           | 0 (0,0%) | 9 (0,5%)      |
| Хиспаноамериканци | 0 (0,0%) | 85 (4,5%)     |
| Укупно            | 0        | 1.910         |